# NGC 6167
NGC 6167 és un cúmul obert de la constel·lació d'Escaire, vist des de la Terra té una magnitud aparent de 6,7.